# Benjamin Lavernhe
Pour les articles homonymes, voir Lavernhe (homonymie).
Benjamin Lavernhe, né le 14 août 1984 à Poitiers (Vienne), est un acteur français.
Il commence sa carrière de comédien en 2008 en entrant au Conservatoire national supérieur d'art dramatique. Son premier grand rôle au théâtre survient en 2011 quand il interprète le rôle du célèbre Benvolio dans une mise en scène de la tragédie romantique Roméo et Juliette de William Shakespeare, sous la direction du metteur en scène français Olivier Py.
L'année suivante, il devient pensionnaire de la Comédie-Française en 2012 en parallèle de sa carrière d'acteur au cinéma. Il est promu sociétaire en  2019. Il apparaît pour la première fois au cinéma dans la comédie Radiostars de Romain Levy aux côtés de l'humoriste Manu Payet et de l'acteur Clovis Cornillac. Cependant, c'est son rôle de Pierre dans la comédie Le Sens de la fête (2017) d'Olivier Nakache et Éric Toledano qui le révèle au grand public. Immense succès critique et commercial lors de sa sortie en salles, ce film lui vaut sa première nomination aux César dans la catégorie meilleur espoir masculin. Il décroche de nouvelles nominations aux César dans la catégorie du meilleur acteur dans un second rôle en 2020 et 2021.
En 2023, il s'impose comme une tête d'affiche grâce à ses rôles d'Antoine dans le thriller politique De grandes espérances avec Rebecca Marder, du valet La Borde dans le drame historique Jeanne du Barry écrit et réalisé par Maïwenn qui y tient aussi le rôle-titre, et présenté en ouverture du 76e Festival de Cannes, puis de l'Abbé Pierre dans le film qui lui est dédié et qui lui vaut une quatrième nomination aux César. Au théâtre, il joue de nombreux rôles et reçoit deux nominations aux Molières.

## Biographie

### Jeunesse et formation
Benjamin Lavernhe est issu d'une famille aux racines lotoises. C'est ce qui explique que son patronyme se prononce « lavɛʁɲ » (« Lavergne ») dans sa vie privée, selon la norme occitane, même s'il a adopté la prononciation « lavɛʁn » (« Laverne ») en tant qu'artiste.
Il grandit à Poitiers et a trois frères et sœurs. Il est le fils d'un directeur d'usine de crépines.
Après une première année d'hypokhâgne au lycée Camille-Guérin et une deuxième année en histoire, il obtient une licence d'information et communication et un master de journalisme à l'Institut français de presse de l'Université de Paris-Panthéon-Assas, et suit des cours du soir au cours Florent[réf. souhaitée]. Il est reçu à la classe libre de cette école de théâtre et joue sous la direction de Jean-Pierre Garnier, Loïc Corbery, Paul Desveaux et Magali Léris.
Il entre au Conservatoire national supérieur d'art dramatique en 2008, sous la direction de Mario Gonzalez, Yann-Joël Collin, Dominique Valadié, Alain Françon et Olivier Py. En 2011, Olivier Py le met en scène à l'Odéon–Théâtre de l'Europe dans le rôle de Benvolio — cousin et ami de Roméo — dans Roméo et Juliette.

### Débuts et révélation (années 2010)

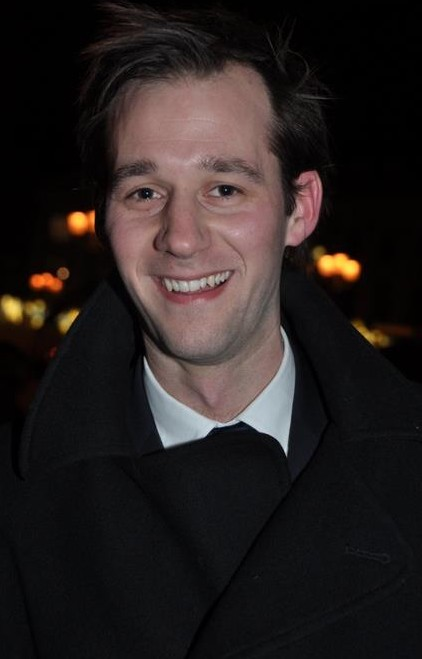
L'acteur au dîner des révélations des César 2013, où il est pré-sélectionné pour Radiostars.

En 2008 encore, il joue dans ses premiers films à la télévision : La Cagnotte, puis en 2009 Les Méchantes, deux films réalisés par Philippe Monnier.
Il intègre la Comédie-Française en qualité de pensionnaire le 1er octobre 2012 et joue le rôle de Lycante dans La Place Royale de Corneille, mise en scène par Anne-Laure Liégeois. Il interprète ensuite de nombreux rôles dans cette institution, avant d'être nommé 534e sociétaire de la troupe au 1er janvier 2019.
En 2012 puis 2013, il débute au cinéma dans Radiostars de Romain Lévy et dans  Un beau dimanche de Nicole Garcia.
L'année 2015 le propulse déjà en tête d'affiche : il partage l'affiche du drame  Le Goût des merveilles, d'Éric Besnard, avec Virginie Efira. Il enchaîne l'année suivante avec la comédie Rupture pour tous, où il évolue cette fois aux côtés d'Élisa Ruschke. Il participe aussi à la grosse production L'Odyssée, de Jérôme Salle, où il incarne Jean-Michel Cousteau.
Mais c'est en 2017 qu'il est révélé au grand public, en faisant partie du casting choral entourant Jean-Pierre Bacri pour la comédie dramatique Le Sens de la fête, réalisée par Éric Toledano et Olivier Nakache. Sa prestation dans le rôle d'un marié stressé et antipathique lui vaut une nomination au César du meilleur espoir masculin. Parallèlement, il est nommé au Molière du comédien dans un spectacle de théâtre public 2018 pour sa performance dans le rôle-titre de la pièce Les Fourberies de Scapin.
Durant l'été 2018, Canal + diffuse le format court Un entretien, série comique où il tient le rôle principal, celui d'un DRH. Il s'agit d'une adaptation du court-métrage du même nom, déjà écrit et réalisé par Julien Patry, sorti en 2016.
En 2019, il joue le meilleur ami du héros de la comédie romantique fantastique Mon inconnue, réalisée par Hugo Gélin. Il revient ensuite dans la saison 2 d'Un entretien.

## Vie privée
Depuis 2020, il est en couple avec l'actrice Rebecca Marder. Ils se sont rencontrés sur les bancs de la Comédie-Française. Ils officialisent leur relation sur le tournage du thriller De grandes espérances.

## Filmographie
Sauf indication contraire, les informations mentionnées dans cette section peuvent être confirmées par les bases de données cinématographiques IMDb et Allociné,  présentes dans la section « Liens externes ».

### Cinéma

#### Longs métrages
- 2012 : Radiostars de Romain Levy : Smiters
- 2013 : La Marche de Nabil Ben Yadir : Thomas
- 2013 : Un beau dimanche de Nicole Garcia : Thomas Cambière
- 2014 : Elle l'adore de Jeanne Herry : Guillaume
- 2014 : Libre et assoupi de Benjamin Guedj : Alexandre
- 2015 : Comme un avion de Bruno Podalydès : Bernard
- 2015 : L'Affaire SK1 de Frédéric Tellier : Frédéric Brunet
- 2015 : Le Goût des merveilles d'Éric Besnard : Pierre
- 2016 : Rupture pour tous d'Éric Capitaine : Mathias
- 2016 : L'Odyssée de Jérôme Salle : Jean-Michel Cousteau
- 2017 : Le Sens de la fête d'Éric Toledano et Olivier Nakache : Pierre, le marié
- 2019 : Curiosa de Lou Jeunet : Henri de Régnier
- 2019 : Mon inconnue de Hugo Gélin : Félix
- 2019 : Je voudrais que quelqu'un m'attende quelque part d'Arnaud Viard : Mathieu
- 2020 : Antoinette dans les Cévennes de Caroline Vignal : Vladimir
- 2020 : Le Discours de Laurent Tirard : Adrien
- 2021 : The French Dispatch de Wes Anderson : le porte-parole du dentifrice
- 2021 : Délicieux d'Éric Besnard : Duc de Chamfort
- 2021 : Les Choses humaines de Yvan Attal : Maître Arthur Célerier
- 2022 : Le Sixième Enfant de Léopold Legrand : Julien
- 2022 : Les Engagés d'Émilie Frèche : David
- 2022 : De grandes espérances de Sylvain Desclous : Antoine
- 2023 : Jeanne du Barry de Maïwenn : La Borde
- 2023 : L'Abbé Pierre : Une vie de combats de Frédéric Tellier : l'abbé Pierre
- 2024 : En fanfare d'Emmanuel Courcol : Thibault, le chef d'orchestre
- 2025 : Le Mélange des genres de Michel Leclerc : Paul
- 2026 : Les Misérables de Fred Cavayé : Monsieur Thénardier

#### Courts métrages
2008 : SOYEZ REALISTE, DEMANDEZ L'IMPOSSIBLE de Fred DEMONT
- 2012 : Pourquoi je fais ça ? d'Olivier Rosenberg : Raphaël
- 2013 : Prenez une grande grande respiration de Java Jacobs : Caméron
- 2015 : Ictus érotique de Keren Marciano : Alain
- 2016 : Un entretien de Julien Patry
- 2016 : L'Âge de raison de Mathilde Petit : Georges

### Télévision
- 2009 : Contes et nouvelles du XIXe siècle : Benjamin, le garçon de restaurant
- 2010 : Les Méchantes (téléfilm) de Philippe Monnier : Monsieur de la Resnois
- 2013 - 2014 : Casting(s): Benjamin
- 2014 : France Kbek : Louis
- 2018 - 2021 : Un entretien : Le DRH
- 2019 : Mouche : « Dents de castor »
- 2025 : Des vivants de Jean-Xavier de Lestrade : Arnaud

## Théâtre

### Comédie-Française
- 2012-2013
  - La Place Royale de Pierre Corneille, mise en scène Anne-Laure Liégeois, Vieux-Colombier : Lycante
  - Carte blanche mise en scène Anne Kessler, Vieux-Colombier
  - Le Malade imaginaire de Molière, mise en scène Claude Stratz, Richelieu : Cléante
  - Troïlus et Cressida de William Shakespeare, mise en scène Jean-Yves Ruf, Richelieu : Diomède
  - Phèdre de Jean Racine, mise en scène Michaël Marmarinos, Richelieu : Hippolyte
  - Un fil à la patte de Georges Feydeau, mise en scène Jérôme Deschamps, Richelieu : Jean
  - Les Trois Sœurs d'Anton Tchekhov, mise en scène Alain Françon, Richelieu : Vladimir Karlovitch Rode
- 2013-2014
  - Le Malade imaginaire de Molière, mise en scène de Claude Stratz : Cléante
  - Phèdre de Racine, mise en scène de Michael Marmarinos : Hippolyte
  - Lucrèce Borgia de Victor Hugo, mise en scène Denis Podalydès, Richelieu : Oloferno
  - Le Misanthrope de Molière, mise en scène Clément Hervieu-Léger, Richelieu : Clitandre
  - Richard III de William Shakespeare, dirigé par Anne Kessler, Maison de la Radio
  - Le Songe d'une nuit d'été de William Shakespeare, mise en scène Muriel Mayette-Holtz, Richelieu : Flûte
  - Coupes sombres de Guy Zilberstein, mise en scène Anne Kessler, Vieux-Colombier : Le bûcheron
  - Psyché de Molière, mise en scène Véronique Vella, Richelieu : L'Amour
  - La Grande Guerre de François Christophe, dirigé par Bruno Raffaelli
  - Un fil à la patte de Georges Feydeau, mise en scène Jérôme Deschamps, Richelieu : Jean
  - La Tragédie d'Hamlet de William Shakespeare, mise en scène Dan Jemmett, Richelieu : Marcellus, Reynaldo, comédien, capitaine, messager, fossoyeur
- 2014-2015
  - La Tragédie d'Hamlet de William Shakespeare, mise en scène de Dan Jemmett : rôles de Marcellus, Reynaldo, 3e Comédien, un Capitaine, Osrik, 2e fossoyeur
  - Lucrèce Borgia de Victor Hugo, mise en scène de Denis Podalydès : Oloferno Vitellozzo
  - La Dame aux jambes d'azur d'Eugène Labiche, mise en scène de Jean-Pierre Vincent : Hyacinthe
  - Le Misanthrope de Molière, mise en scène de Clément Hervieu-Léger : Clitandre
  - Le Songe d'une nuit d'été de William Shakespeare mise en scène de Muriel Mayette-Holtz : Flûte
  - Dom Juan de Molière, mise en scène de Jean-Pierre Vincent : Pierrot et Don Alonse
  - Un chapeau de paille d'Italie d'Eugène Labiche, mise en scène de Giorgio Barberio Corsetti : Fadinard, rentier
  - Coupes sombres de Guy Zilberstein, mise en scène Anne Kessler, Vieux-Colombier : Le bûcheron
- 2015-2016
  - Le Chant du cygne et L'Ours de Tchekhov, mise en scène de Maëlle Poésy : Grigory Stépanovitch Smirnov
  - La Séance est ouverte, carde de l'émission de Jean Lebrun, Vieux-Colombier
  - Lucrèce Borgia de Victor Hugo, mise en scène de Denis Podalydès : Oloferno Vitellozzo
  - Le Misanthrope de Molière, mise en scène de Clément Hervieu-Léger : Clitandre
  - Britannicus de Racine, mise en scène de Stéphane Braunschweig : Narcisse
  - Un chapeau de paille d'Italie d'Eugène Labiche, mise en scène de Giorgio Barberio Corsetti, Richelieu : Fadinard
  - Un fil à la patte de Georges Feydeau, mise en scène Jérôme Deschamps, Richelieu : Jean
- 2016-2017 :
  - Lucrèce Borgia de Victor Hugo, mise en scène Denis Podalydès, Richelieu : Oloferno Vitellozzo
  - La séance est ouverte, carde de l'émission de Jean Lebrun, Vieux-Colombier
  - L'Interlope Cabaret de Serge Bagdassarian, mise en scène Serge Bagdassarian, Studio
  - La Ronde d'Arthur Schnitzler, mise en scène Anne Kessler, Vieux-Colombier : Le jeune homme
  - Vingt Mille Lieues sous les mers d'après Jules Verne, mise en scène Christian Hecq et Valérie Lesort, Vieux-Colombier : Conseil
  - La Tempête de William Shakespeare, mise en scène Robert Carsen, Richelieu : Sebastian
- 2017-2018 :
  - Les Fourberies de Scapin de Molière, mise en scène Denis Podalydès, Richelieu : Scapin
  - La Tempête de William Shakespeare, mise en scène Robert Carsen, Richelieu : Sebastian
  - L'Interlope Cabaret de Serge Bagdassarian, mise en scène Serge Bagdassarian, Studio
  - Faust d'après Goethe, mise en scène Valentine Losseau et Raphaël Navarro, Vieux-Colombier
- 2018-2019 :
  - Les Fourberies de Scapin de Molière, mise en scène Denis Podalydès, Richelieu : Scapin
  - Électre/Oreste d'Euripide, mise en scène Ivo van Hove, Richelieu : un laboureur mycénien
  - Le Misanthrope de Molière, mise en scène Clément Hervieu-Léger : Clitandre
- 2019-2022 :
  - Les Fourberies de Scapin de Molière, mise en scène Denis Podalydès, Richelieu : Scapin
- 2023 : 
  - La Dame de la mer de Henrik Ibsen, mise en scène Géraldine Martineau, Vieux-Colombier : Arnholm
  - L'Opéra de quat'sous de Bertolt Brecht et Kurt Weill, mise en scène Thomas Ostermeier, Festival international d'art lyrique d'Aix-en-Provence puis Salle Richelieu : Brown
- 2024 : Le Mariage forcé de Molière, mise en scène Louis Arène, théâtre du Rond-Point (production Comédie-Française)
- 2025 : Les Serge (Gainsbourg point barre), adaptation et mise en scène Stéphane Varupenne et Sébastien Pouderoux, théâtre du Rond-Point (production Comédie-Française)[12]

### Hors Comédie-Française
- 2022 : Cellule 107 de Robert Badinter, mise en scène Bernard Murat, théâtre Antoine

## Distinctions
Sauf indication contraire, les informations mentionnées dans cette section peuvent être confirmées par les bases de données cinématographiques IMDb et Allociné,  présentes dans la section « Liens externes ».

### Décoration
- Chevalier de l'ordre des Arts et des Lettres (2025)

### Récompense
- Prix du Syndicat de la critique 2018 : meilleur comédien pour Les Fourberies de Scapin

### Nominations
- Molières 2018 : Meilleur comédien dans un spectacle de théâtre public pour Les Fourberies de Scapin
- César 2018 : Meilleur espoir masculin pour Le Sens de la fête
- César 2020 : Meilleur acteur dans un second rôle pour Mon inconnue
- César 2021 : Meilleur acteur dans un second rôle pour Antoinette dans les Cévennes
- Molières 2023 : Meilleur comédien dans un second rôle pour La Dame de la mer
- César 2024 : Meilleur acteur pour L'Abbé Pierre : une vie de combats
- César 2025 : Meilleur acteur pour En fanfare